# サンデー・フロントライン
『サンデー・フロントライン』は、テレビ朝日系列で2010年4月4日から2011年9月25日まで生放送されていた日曜昼前の報道番組である。略称は『サンフロ』。

## 概要
1989年4月から21年間放送された『サンデープロジェクト』（以下サンプロ）に替わる、日曜朝の新たな報道番組として2010年4月4日に放送開始。
放送開始前の2010年3月5日の時点で番組の概要とキャスター、放送時間が発表されており、当時『スーパーJチャンネル』のメインキャスターを務めていた小宮悦子が当番組の総合司会に就任することが決まっていた。
初期はサンプロ同様10時台に討論コーナー、11時台にVTR中心の特集コーナーという構成は継承、討論コーナーには『フロントラインFOCUS』、特集コーナーには『特集フロントライン』のコーナー名がついていた。また、『サンプロ』にはなかったニュースコーナーが10時台冒頭に新設された。
2010年10月改編以降討論色は薄まり、『サンデーモーニング』（TBS系列）や『シューイチ』（日本テレビ系列）等と同様に最新ニュースと1週間に起きたニュースを中心とした番組構成に軸足を移す。大学教授、新聞論説委員、局コメンテーターら20名の有識者で構成された「これがニュースだ!選定委員会」により選ばれた1週間のニュースをランキング形式で伝える。
『サンプロ』を共同制作していた朝日放送は共同制作に加わらず（スポンサーセールス上は朝日放送枠をテレビ朝日に献上する形となる）、「制作協力：ANN各社」の1社として参加するのみになった。
番組開始からわずか1年半後の2011年9月末で終了。同時にこれをもって、1985年10月からの『ニュースステーション』以来続いてきた小宮の（テレビ朝日での）レギュラー番組シリーズは終止符を打つことになり、テレビ朝日との専属契約も解除となった。後番組は『報道ステーション』の日曜版という位置づけの『報道ステーション SUNDAY』となる。

## 出演者
| 期間                                                                                            | 期間      | 総合司会 （メインキャスター） | 進行アナウンサー （サブキャスター） | 進行アナウンサー （サブキャスター） |
| ----------------------------------------------------------------------------------------------- | --------- | ----------------------------- | ----------------------------------- | ----------------------------------- |
| 2010.4.4                                                                                        | 2011.4.3  | 小宮悦子                      | 平石直之                            | 小川彩佳1                           |
| 2011.4.10                                                                                       | 2011.9.25 | 小宮悦子                      | 村上祐子                            | 佐々木亮太                          |
| - 小宮以外は全員テレビ朝日アナウンサー（番組終了時点）。 - 1 『サンデープロジェクト』から続役。 |           |                               |                                     |                                     |

肩書きはいずれも出演当時の者。
メインコメンテーター
2人同時に出演することは稀であった一方、どちらか一人のみが出演する例が多かった。　
- 姜尚中（東京大学大学院教授）
- 藤原帰一（同上）

ゲストコメンテーター
- 星浩（朝日新聞東京本社編集委員、『サンデープロジェクト』から続役）
- 長谷川幸洋（東京新聞編集委員）
- 後藤謙次（政治コラムニスト、元共同通信社編集局長）

など

## 放送時間
- ANN系列各局（フルネット24局）
  - 日曜 10:00 - 11:45（JST）
- 朝日ニュースター
  - 日曜 20:45 - 22:30（JST）

※前番組『サンデープロジェクト』を10:00 - 11:30に放送していた福井放送では、『誰だって波瀾爆笑』を同時ネットに切り替えた為、放送されなかった。
※朝日ニュースターでは番組販売扱いで録画ネットされていたため、ネットスポンサーの提供クレジットには「『サンデー・フロントライン』はきょう午前10時からテレビ朝日系列で放送されたものです」という色地付きのテロップを被せる処理を施していた。
※朝日放送は、毎年8月に行われる夏の高校野球中継を当時間に放送する際は休止となり、振り替え放送は行われなかった。2010年7月25日、北陸朝日放送・広島ホームテレビでは10:00から高校野球各県予選の準々決勝の中継放送があったため、12:00からの『Sunday!スクランブル』とともに当番組が休止となり、双方とも振り替え放送は行われなかった（いずれも生放送番組のため、ただし後者はローカルセールス扱い）。

## 番組テーマ曲
- 葉加瀬太郎「Come fly with me」（アルバム『EMOTIONISM』に収録）

## 特番などによる放送休止
- 2010年6月20日は「全米オープンゴルフ3日目」（9:00 - 11:57.45）の中継のため放送休止。
- 2010年11月7日は「全日本大学駅伝」（8:00 - 13:40）の中継のため放送休止。
- 2011年1月2日は「痛快!ビッグダディ 新春4時間スペシャル・第1部」（6:00 - 11:45、一部系列局では別番組）のため放送休止。
- 2011年3月13日は「東日本大震災」による報道特別番組のため放送中止（当番組の時間帯で放送したANN報道特別番組の司会は、小宮・小川が担い、平石も中継で出演している）。